# Relación de Michoacán
Relación de Michoacán (tytuł oryginalny: "Relación de las cerimonias y rictos y población y gobernación de los indios de la provincia de Mechuacán hecha al Ilustrísimo señor don Antonio de Mendoza, virrey y gobernador desta Nueva España por su majestad, etcétera"); (z hiszp. Relacja o ceremoniach, obrzędach, ludności i rządach Indian z prowincji Mechuacán sporządzona dla najdostojniejszego pana don Antonio de Mendozy, wicekróla i gubernatora Nowej Hiszpanii w imieniu Jego Majestatu, itd.) jest wczesnokolonialnym dokumentem opisującym historię, kulturę i prehiszpańskie społeczeństwo Purepecha (przez Hiszpanów zwanych Taraskami) tworzących imperium ze stolicą w Tzintzuntzan. Zawiera liczne rysunki i zredagowany jest w stylu średniowiecznego europejskiego dokumentu. Funkcjonowanie imperium i kultura Tarasków zostały przedstawione w taki sposób, by były zbieżne z oficjalną hiszpańską ideologią państwową i doktryną kościelną.
Oryginalny manuskrypt Relación de Michoacán liczył trzy części, z których zachowały się tylko druga i trzecia. Tekst wzbogacony jest 44 ilustracjami. Obecnie znajduje się w posiadaniu biblioteki pałacu królewskiego w miejscowości San Lorenzo de El Escorial. Pierwsza część, z której zachowała się jedynie jedna kartka, opisywała bóstwa Tarasków i święta obchodzone na ich cześć, a także powstanie królestwa; druga opowiada o życiu legendarnego herosa Tariacuri, trzecia zaś przybliża zwyczaje Tarasków i relacjonuje podbój imperium, dokonany przez Hiszpanów i ich mezoamerykańskich sojuszników. 

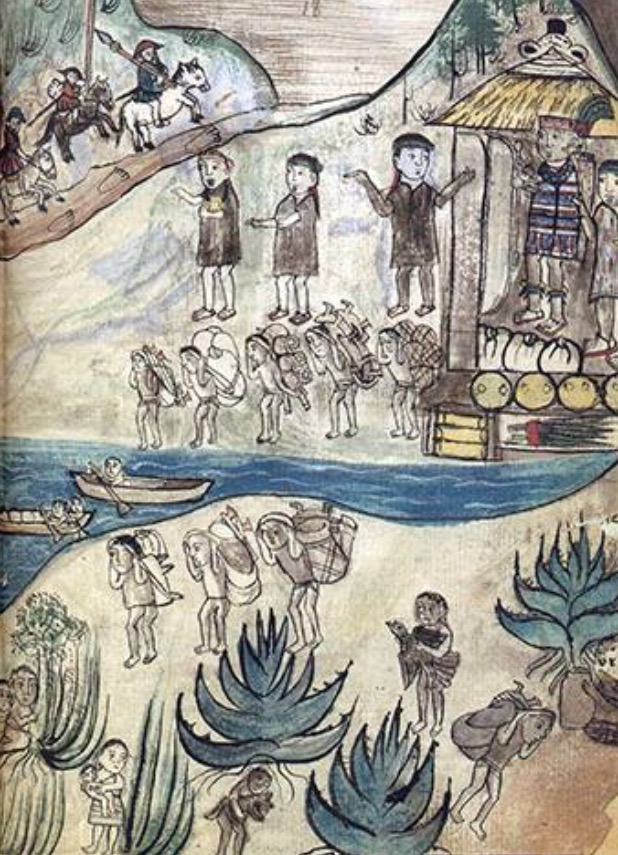
Przybycie Hiszpanów do Tzintzuntzan

## Historia
Relacja opracowana została około 1540 r.  na prośbę pierwszego wicekróla Nowej Hiszpanii, Antonio de Mendozy. Najbardziej prawdopodobnym autorem dokumentu był franciszkański mnich Jerónimo de Alcalá z klasztoru w Tzintzuntzan (dziś Michoacán). Zredagował on swój tekst posługując się między innymi danymi uzyskanymi bezpośrednio od ludności Purepecha, której językiem podobno władał. 

## Treść
Dokument zawiera opisy 300 miejsc, 200 postaci historycznych, 60 bóstw i około 300 terminów odnoszących się do zagadnień społecznych w Michoacan, m.in. zadania rządu, status społeczny, rodowód, nazwy mieszkańców osad, itp. 
W trzeciej części zawarty został opis, w jaki sposób zorganizowana była władza w imperium Tzintzuntan oraz jak wybierano rządzących, jakie stosowano strategie wojskowe, w jaki sposób Purepecha zawierali małżeństwa i jak przeprowadzali ceremonie pogrzebowe. Poświęcona jest również podbojowi imperium Purepecha przez Hiszpanów i śmierci Tangáxoana Tzíntzichy, ostatniego cazonci (króla) imperium Tarasków, osądzonego i straconego w 1530 r. przez Nuño Beltrána de Guzmán. Wszystkie te wydarzenia zrelacjonowane zostały autorowi manuskryptu przez Pedro Cuiniarángari, naocznego świadka wydarzeń i powinowatego Tzíntzichy, po którego śmierci Pedro stał się namiestnikiem Michoacanu, podporządkowanym koronie hiszpańskiej.
Dokument został opublikowany po raz pierwszy w 1869 r., jednak jego odręczne kopie, a być może także notatki i inne materiały autora, wykorzystywane były już wcześniej przez historyków zajmujących się dziejami imperium Tarasków. Nie będąc bezpośrednio dostępny czytelnikom, tekst wywarł jednak znaczący wpływ na kształtowanie się obrazu kultury i historii ludu Purepecha. 